# Sylvia Albrecht-Heckendorf
Sylvia Albrecht-Heckendorf, geborene Sylvia Albrecht (* 28. Oktober 1962 in Ost-Berlin) ist eine ehemalige deutsche Eisschnellläuferin.

## Karriere
Sylvia Albrecht-Heckendorf begann ihre sportliche Karriere als Eisschnellläuferin in den 1970er Jahren und galt in dieser Zeit als Jugendtalent. Bei den Olympischen Winterspielen 1980 in Lake Placid erreichte sie über 1000 m den 3. Platz und erlangte so Bronzemedaille. Über die Distanz von 1500 m belegte sie den 9. und über die Distanz von 3000 m den 14. Platz.
Sylvia Albrecht-Heckendorf heiratete kurz nach den Olympischen Spielen und zog sich daraufhin aus dem Leistungssport zurück. Nach ihrer relativ kurzen sportlichen Karriere nahm sie eine Tätigkeit als Kindergärtnerin auf.